# Рух (жіночий футбольний клуб)
Жіночий футбольний клуб «Рух» — жіночий футбольний клуб, заснований в 2018 році в Тернополі під назвою «Чемпіон». З 2021 року почав співпрацювати з чоловічою командою «Руху», а з часом остаточно став жіночою секцією клубу «Рух» (Львів).

## Назви
- 2018—2021: «Чемпіон» (Тернопіль)
- 2021—2022: «Рух-Чемпіон» (Тернопіль)
- з 2022: «Рух» (Львів)

## Історія
У 2018 році дитячо-юнацький футбольний клуб «Чемпіон» оголосив про створення у своїй структурі дівочої команди. Команда футболісток 12–13-річного віку брала активну участь у багатьох внутрішніх футбольних та міні-футбольних турнірах.
Деяких гравчинь клубу почали викликати в юніорські та молодіжні команди національних збірних України. Найбільш відомими вихованками академії стали такі футболістки, як Юлія Зубар, Діана Кравчук, Анастасія Гримак та Оксана Лапчак.
У березні 2020 року виконком ФФУ затвердив стратегію розвитку жіночого футболу, яка передбачала обов'язкову наявність жіночих команд у всіх клубів УПЛ, тому через рік з дитячо-юнацьким футбольним клубом «Чемпіон» офіційно уклав угоду про співпрацю клуб української прем'єр-ліги — «Рух» (Львів). У сезоні 2021—2022 років жіноча команда «Рух-Чемпіон» вже брала участь у першій лізі, де представляла головну дівочу команду «Руху», але при цьому продовжувала базуватись в Тернополі. «Рух-Чемпіон» зіграв 10 турів (2 нічиї та 8 поразок) в тому турнірі, але сезон не було дограно через російське вторгнення. 
У сезоні 2022—2023 років жіноча команда «Руха» знову заявилась до першої ліги та почала грати свої домашні ігри на НТБ «Рух» у Винниках. 

## Пам'ятні матчі
- Перша гра в Першій лізі: 15 серпня 2021, ДЮСШ №1 (Хмельницький) — «Рух-Чемпіон» (Тернопіль) — 5:0.
- Перший гол в Першій лізі: Гримак Анастасія, «Рух-Чемпіон» (Тернопіль) — «Янтарочка» (Новояворівськ)  — 1:6.
- Перший заліковий бал в Першій лізі: 7 листопада 2021, «Рух-Чемпіон» (Тернопіль) — ДЮСШ №1 (Хмельницький) — 0:0.
- Перша перемога в Першій лізі: 21 квітня 2023, «Прикарпаття-ДЮСШ №3» (Івано-Франківськ) — «Рух» (Львів) — 2:3.